# Cantone di Le Crès
Il Cantone di Le Crès è una divisione amministrativa dell'arrondissement di Béziers.
È stato costituito a seguito della riforma approvata con decreto del 26 febbraio 2014, che ha avuto attuazione dopo le elezioni dipartimentali del 2015.

## Composizione
Comprende i seguenti 11 comuni:
- Baillargues
- Beaulieu
- Castries
- Le Crès
- Montaud
- Restinclières
- Saint-Brès
- Saint-Drézéry
- Saint-Geniès-des-Mourgues
- Sussargues
- Vendargues